# Bart Peterson

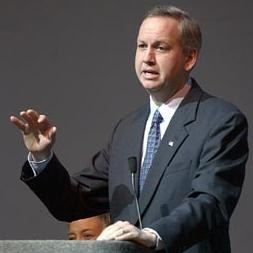
Bart Peterson

Barton R. „Bart“ Peterson (* 15. Juni 1958 in Indianapolis, Indiana) ist ein US-amerikanischer Politiker. Er war vom 1. Januar 2000 bis zum 1. Januar 2008 Bürgermeister von Indianapolis.
Er besuchte die North Central High School, bevor er sich an der Purdue University einschrieb. Später studierte er Jura an der University of Michigan. Bevor er zum Bürgermeister gewählt wurde, war er Stabschef von Evan Bayh, dem früheren Gouverneur von Indiana.
Peterson schlug seine Kontrahentin Sue Anne Gilroy mit 52 % der Stimmen und wurde so der erste demokratische Bürgermeister der Stadt seit 1967. 2003 wurde er mit 63 % der Stimmen wiedergewählt. 2007 unterlag Peterson seinem republikanischen Kontrahenten Greg Ballard und verpasste damit seine dritte Amtszeit.